# Ochotnyj Rjad
Ochotnyj Rjad (in russo Охотный Ряд?), Via della Caccia, è una stazione della Metropolitana di Mosca, posta sulla Linea Sokol'ničeskaja. È situata nel centro di Mosca, presso il Cremlino.

## Storia
Ochotnyj Rjad si trova sotto il luogo in cui originariamente sorgevano le paludi del fiume Neglinnaja. In seguito, furono erette in questo sito due antiche chiese, i cui cimiteri furono rimossi per poter costruire la stazione.
La costruzione di Ochotnyj Rjad presentò una serie di sfide ingegneristiche. Il compito di costruire una stazione della metropolitana nello stretto spazio tra due grandi edifici (Hotel Moskva, e l'attuale Duma di Stato), a una profondità di soli 8 metri senza danneggiarne le fondamenta, fu ulteriormente complicato dalle difficoltà offerte dal suolo, tra cui numerosi canali sotterranei. La stazione fu costruita utilizzando il cosiddetto "metodo tedesco", secondo il quale le mura della stazione furono costruite sopra il livello del suolo e poi calate fino al luogo della costruzione.
La stazione era stata progettata inizialmente con un design simile alla Metropolitana di Londra, cioè a doppia volta, ma in seguito Lazar' Kaganovič, che ebbe l'incarico del progetto della metropolitana all'epoca, insistette affinché la stazione fosse costruita con un design a tre arcate. Uno dei gravi problemi emersi nella costruzione fu la grande quantità di pioggia che penetrò nel terreno e che inondò la stazione; sebbene nessuno fosse stato ferito nel disastro, la costruzione dovette essere fermata per riparare il danno.
La fermata aprì insieme alle altre prime stazioni della linea il 15 maggio 1935. Gli architetti Jurij Revkovskij, N. Borov, e G. Zamskoj impiegarono un marmo italiano per le rifiniture dei piloni, e questo risulta essere l'unico caso in cui nella metropolitana di Mosca si utilizzò un materiale d'importazione. Le mura furono ricoperte con piastrelle in ceramica; le rifiniture della stazione, che richiesero l'installazione di più di 3.000 m² di marmo, 20.000 m² di cartongesso e migliaia di metri quadrati di piastrelle, oltre a moltissime fonti di luce, furono completate in sole due settimane.
Quando fu completata Teatral'naja nel 1944, fu collegata a Ochotnyj Rjad con nuovi ascensori al centro della banchina. Questa operazione necessitò la rimozione delle lampade originali della stazione, che furono sostituite da infissi sferici appesi al soffitto. Un secondo corridoio di passaggio fu aperto nel 1974, per alleviare la congestione della stazione. Nel 2004 Ochotnyj Rjad è stata sottoposta a un grande rinnovamento, che ha incluso la sostituzione degli elementi di illuminazione e la ritinteggiatura del cartongesso, da beige a bianco.
La stazione è fornita di due ingressi, ai due capi della fermata. Quello meridionale era situato al piano terra del Hotel Moskva, mentre quello settentrionale, condiviso con Teatral'naja, è all'interno di un edificio nell'angolo nord-orientale delle vie Tverskaja e Ochotnyj Rjad. La facciata di questo edificio fu ridisegnata da Dmitrij Čečulin e originariamente presentava sculture di atleti, modellate secondo le fattezze degli artisti del Circo di Mosca. Durante la costruzione degli ingressi, gli ordini del comitato del partito di Mosca proibirono il blocco della circolazione stradale, pertanto sui luoghi degli scavi dovettero essere costruiti ponti americani.
A Ochotnyj Rjad è stato cambiato diverse volte il nome, più volte che ad ogni altra stazione; in origine doveva essere chiamata Ochotnorjadskaja, invece fu aperta col nome di Ochotnyj Rjad. In onore di Lazar' Kaganovič fu poi denominata Imeni Kaganoviča nel periodo dal 25 novembre 1955 al 1957, quando fu restituito il nome originale. Il nome fu ancora cambiato il 30 novembre 1961 in Prospekt Marksa (la stazione contiene ancora un ritratto a mosaico di Karl Marx). Infine, il 5 giugno 1990 fu riportata al nome originario.
Nella stazione di Ochotnyj Rjad transitano quotidianamente in media 42.110 passeggeri (dagli ingressi della stazione), mentre da Teatral'naja vi entrano circa 241.000 utenti.

## Interscambi
Ochotnyj Rjad è collegata alla stazione Teatral'naja della Linea Zamoskvoreckaja. I passeggeri possono anche effettuare il trasbordo a Ploščad' Revoljucii sulla Linea Arbatsko-Pokrovskaja attraverso Teatral'naja (Ochotnyj Rjad e Ploščad' Revoljucii non sono direttamente collegate l'una con l'altra).